# Christiana di Capua
Christiana di Capua (geboorte- en sterfjaar onbekend) was van 1116 tot 1121 koningin van Hongarije.

## Levensloop
Ze was een dochter van Robert Guiscard, vorst van Capua, en een onbekende vrouw. 
In 1116 huwde ze met Stefanus II van Hongarije, hetzelfde jaar dat hij de troon besteeg. Omdat het huwelijk kinderloos bleef, werd het huwelijk rond het jaar 1121 ontbonden, waarna Stefanus hertrouwde met Adelheid van Riedenburg. Ook dit huwelijk bleef kinderloos.